# Ljuben Dilow

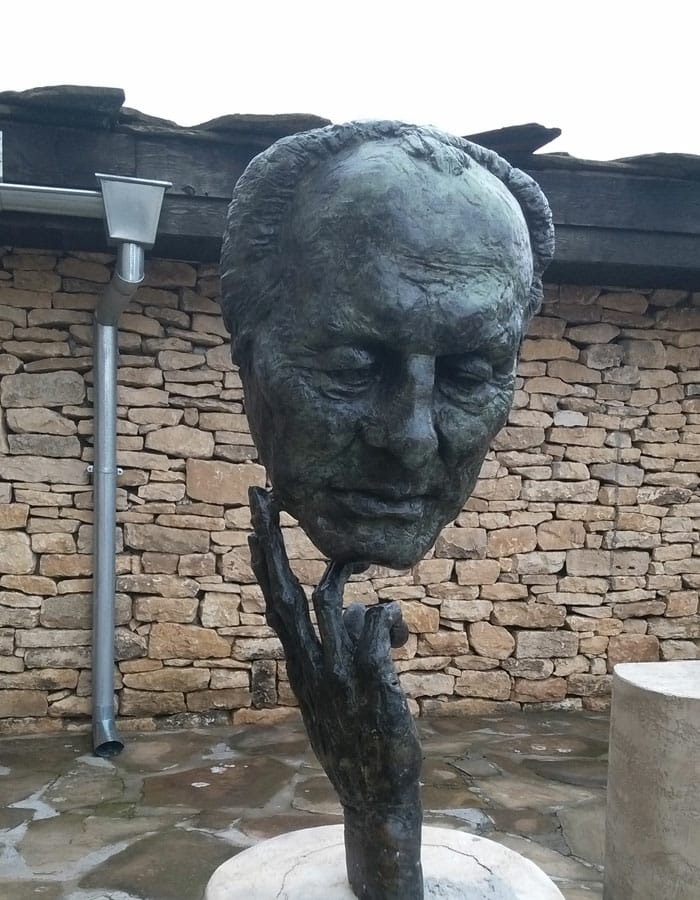
Skulptur von Ljuben Dilow

Ljuben Dilow (auch Ljuben Dilov, bulgarisch Любен Дилов), (* 25. Dezember 1927 in Tscherwen Brjag, Oblast Plewen; † 10. Juni 2008 in Sofia) war ein bulgarischer Schriftsteller.
Ljuben Dilow studierte bulgarische Sprache und Literatur an der Universität Sofia und begann schon während des Studiums, erste Science-Fiction-Geschichten zu publizieren. Er veröffentlichte seit den frühen 1950er Jahren mehr als 35 Bücher, war Mitherausgeber einer Science-Fiction-Buchreihe (Galaxy) und schuf 1990 den bulgarischen Science-Fiction-Literaturpreis Graviton. Seine Werke wurden in mehrere Sprachen übersetzt. Er selbst übersetzte auch aus dem Deutschen ins Bulgarische (u. a. Siegfried Lenz).
Er ist der Vater des bulgarischen Publizisten und Politikers Ljuben Dilow jr. (* 1964).

## Werke (Auswahl)

### Romane
- Атомният човек, 1958 (Der Atommensch)
- Кладенецът на таласъмите, 1963
- Помня тази пролет, 1964
- Многото имена на страха, 1967
- Тежестта на скафандъра, 1969
  - deutsche Übersetzung Die Last des Skaphanders, Science-fiction-Roman, übersetzt von Egon Hartmann, Heyne Verlag, München 1984. ISBN 3-453-31085-3.
- Пътят на Икар, 1974 (Der Weg des "Ikarus")
- Парадоксът на огледалото, 1976
- Звездните приключения на Нуми и Ники, 1980 (Die Sternenabenteuer von Numi und Niki)
- Незавършеният роман на една студентка, 1982
- До Райската планета и назад. Другите приключения на Нуми и Ники, 1983
- Жестокият експеримент, 1985
- Библията на Лилит, 1999
- Голямата стъпка, 1999
- Демонът на Максуел, 2001
- Да избереш себе си, 2002

### Kurzgeschichtensammlungen
- Пропуснатият шанс. Из съчиненията на моя компютър, 1981 (dt. Die vergebene Chance. Aua den Werken meines Computers)

### Deutsche Ausgaben
- Der Doppelstern. Phantastische Erzählungen, übersetzt von Egon Hartmann, Verlag Das Neue Berlin, Berlin 1981.
- Die Last des Skaphanders. Science-Fiction-Roman, übersetzt von Egon Hartmann, Wilhelm Heyne Verlag, München 1984.